# Richard Soyer
Richard Soyer (geboren am 18. November 1955 in Villach) ist ein österreichischer Jurist, Rechtsanwalt, Hochschullehrer, Herausgeber und Sachbuchautor. Er lebt und arbeitet in Wien.

## Leben und Werk
Nach der Matura an der Handelsakademie studierte Soyer Rechtswissenschaft an den Universitäten Wien, Triest und Göttingen. Nach dem Doktorat im Jahr 1981 absolvierte er im Folgejahr seine Gerichtspraxis in Wien. 1982/83 war er Vertragsassistent am Institut für Verfassungs- und Verwaltungsrecht an der Wirtschaftsuniversität Wien, 1983/84 Gasthörer an der Akademie der bildenden Künste Wien.
1986 absolvierte Soyer die Rechtsanwaltsprüfung, 1993 wurde er in die Österreichische Juristenkommission aufgenommen. Bereits in seiner ersten Kanzlei engagierte er sich für Menschenrechtsfragen und für ein verbessertes Strafprozessrecht, spezialisierte sich in Compliance, Medienstrafrecht und in Fragen der Wiederaufnahme von Strafverfahren. 1995 war er im Senat des Internationalen Menschenrechts-Tribunals vertreten, 1996 verteidigte er den LGBT-Aktivisten Kurt Krickler gegen die Klagen von als homosexuell verleumdeten Bischöfen und unterlag. Er übernahm in den 1990er Jahren auch zahlreiche Pro-bono-Fälle.
1999 habilitierte sich Soyer an der Karl-Franzens-Universität in Graz; von 2005 bis 2011 hielt er an dieser Universität eine Professur für Strafrecht. Seit Ende 2011 hält er eine Professur für Wirtschaftsstrafrecht und Compliance an der Johannes Kepler Universität Linz und ist Leiter der Abteilung Unternehmensstrafrecht und Strafrechtspraxis. Er beteiligt sich mit Artikeln und Kommentaren immer wieder in Debatten zur aktuellen Rechtspolitik.

„Jeder hat ein Recht auf ein faires Verfahren. Wer als Strafverteidiger wählerisch ist, ist fehl am Platz. Es gibt aber Fälle, die ich abgelehnt habe - weil ich das Gefühl hatte, nicht unbefangen zu sein. Als Verteidiger bin ich nicht Freund oder Komplize meiner Mandanten. Wir verteidigen den Rechtsstaat, wenn wir den Einzelnen verteidigen.“

Soyer arbeitet seit dem Jahr 2000 für die Zeitschrift juridikum – bis 2002 als Mitherausgeber, bis 2009 als Redakteur und seither als Mitglied des Wissenschaftlichen Beirats. Seit 2002 fungiert er als Redakteur des Journals für Strafrecht, dessen Mitherausgeber er seit 2014 ist. Er war bis 2017 Sprecher und ist bis heute Vorstandsmitglied der Vereinigung Österreichischer StrafverteidigerInnen. 2012 wurde er zum Vorsitzenden der Strafrechtskommission des Österreichischen Rechtsanwaltskammertags gewählt. Seit 1992 hat Soyer eine Reihe von Fachbüchern – insbesondere zum Strafrecht und zum Unternehmensstrafrecht – vorgelegt. Langandauernd ist bzw. war seine publizistische Zusammenarbeit mit den Juristenkollegen Pleischl, Schumann, Schuppich und Stuefer.
2012 schloss der engagierte Kriminalpolitiker ein EU-Forschungsprojekt ab, bei dem es um juristische Erste Hilfe für Tatverdächtige bei Festnahmen ging. Er initiiert und begleitet zahlreiche weitere Forschungsprojekte. Seit 2018 ist er Herausgeber der Schriftenreihe der Vereinigung Österreichischer StrafvertedigierInnen. Soyers solide Kenntnis des internationalen Strafrechts führte zu Mandaten in Den Haag, New York und Zentralasien. Mediale Aufmerksamkeit erregte seine Vertretung von Dietrich Birnbacher im Rahmen eines Kärntner Korruptionsprozesses.
2015 beriet er Kasachstan im Prozess gegen den (in einer Gefängniszelle in Österreich verstorbenen) Rachat Alijew. 2019 wurde ihm eine Honorarprofessur der KAZGUU Universität, Astana, Kasachstan, verliehen.
Seit 2020 leitet Soyer das von ihm initiierte universitäre Forschungsprojekt „Unternehmensstrafrecht im globalen Wettbewerb und Menschenrechtsschutz“. In diesem Forschungsprojekt wird das Unternehmensstrafrecht und die jeweilige Rechtspraxis in global agierenden ostasiatischen Wirtschaftsmächten (wie China, Japan, Indien und Indonesien) rechtsdogmatisch und empirisch mit Fokus auf Menschenrechte untersucht.
Er hat in einem Strafverfahren gegen einen Unternehmer das Thema "Handy-Sicherstellung" vor den Verfassungsgerichtshof gebracht, der mit Erkenntnis vom 14. Dezember 2023 (G 352/2021) die Bestimmungen der österreichischen Strafprozessordnung über die Sicherstellung von Mobiltelefonen und anderen Datenträgern als verfassungswidrig aufgehoben hat. Die Entscheidung leitet einen Paradigmenwechsel im österreichischen Strafprozessrecht ein und hat international Beachtung gefunden, zumal es sich – soweit ersichtlich – um das erste europäische Verfassungsgericht handelt, das sich in dieser Tiefe mit Fragen der Verhältnismäßigkeit dieser besonders eingriffsintensiven Ermittlungsmaßnahme auseinandersetzt.

## Privates
Soyer stammt aus einer Familie von „italienischen Kärntnern“, er hat zwei Brüder: Einer führt das elterliche Hotel Savoy in Grado, der andere arbeitet als Dermatologe in Brisbane.

## Publikationen

### Fachbücher (Auswahl)
- Soyer (Hrsg.): Unternehmensstrafrecht, Wettbewerb und Menschenrechtsschutz, Baden-Baden, Wien 2023
- Soyer (Hrsg.): Handbuch Unternehmensstrafrecht, Wien 2020
- Soyer/Stuefer: Dem Strafrecht verschrieben, Wien 2015
- Soyer/Schumann: Treatment versus Punishment for Drug Addiction, New York 2015
- Schumann/Bruckmüller/Soyer: Pre-trial Emergency Defence. Wien, Graz, Antwerpen 2012
- Birklbauer / Stangl / Soyer et al: Die Rechtspraxis des Ermittlungsverfahrens nach der Strafprozessreform. Wien, Graz 2011
- Strafverteidigung – Ethik und Erfolg. Wien 2010
- Kriminal-Politik. Kritik statt Dogmen, Wien 2006
- Bárd/Soyer: Internationale Strafgerichtsbarkeit. Wien, Berlin 2005
- Strafverteidigung – Realität und Vision. Wien 2003
- Die (ordentliche) Wiederaufnahme des Strafverfahrens. Wien 1998
- Die Strukturreform des Vorverfahrens, Wien 1996
- Schuppich/Soyer: Haft und Rechtsschutz. Wien 1993
- Schuppich/Soyer: Vorverfahren und Verteidigungsrechte. Wien 1992

### Aufsätze und Buchbeiträge (Auswahl)
- (mit Marsch): Handysicherstellung ohne vorherige richterliche Bewilligung verfassungswidrig, JSt-Slg 2024/4, 57
- 20 Jahre Vereinigung Österreichischer StrafverteidigerInnen – Realität versus Vision der Strafverteidigung, JSt 2023, 382-391
- (mit Marsch): § 120 StGB und die Meinungsfreiheit nach Art 10 EMRK, JSt 2020, 210
- Unternehmensverteidiger – ein neuer Anwaltstypus, AnwBl 2019, 746
- (mit Pollak): Dogmatik der Selbstanzeige und Auslegungsmöglichkeiten, in Althuber/Lang/Twardosz (Hrsg.), Handbuch Selbstanzeige, Wien 2018
- Unternehmensstrafrecht, Schutz von Menschenrechten und Strafzwecktheorien, in R. Kert/A. Lehner (Hrsg.), FS Frank Höpfel, Wien Graz 2018, 113
- Gutachten im Strafprozess: Kritik der Rechtspraxis, ecolex 2016, 360
- Gerechtigkeit – Absprachen – Korruption, JSt 2013, 37
- Private Korruption im Wirtschaftsleben, JBl 2012, 332
- (mit Schumann und Bruckmüller): Assessing Pre-Trial Access to Legal Advice – Results of a Comparative Legal and Empirical Study, NJECL 2012, 31